# Katastrofa polskiego autokaru na Węgrzech
Katastrofa polskiego autokaru na Węgrzech – katastrofa drogowa miała miejsce 1 lipca 2002 roku, kiedy to autobus rozbił się w miejscowości Balatonszentgyörgy, około siedemdziesiąt kilometrów od Siófoku. W wypadku zginęło 20 osób, a 31 zostało rannych.
Autokar marki DAF jechał z 51 polskimi pielgrzymami do Medziugoria w Bośni i Hercegowinie. Wyjazd zorganizowali franciszkanie z klasztoru w Stoczku.
Pojazd we wczesnych godzinach rannych wjechał na rondo, najechał lewym kołem na wysoki krawężnik, przewrócił się na dach i spadł do rowu. Akcja ratownicza trwała około 3 godzin. Wśród zabitych było 11 mężczyzn, siedem kobiet i dwoje dzieci.
W związku z tragedią wojewoda lubelski Andrzej Kurowski ogłosił 4 lipca dniem żałoby w województwie lubelskim.
W listopadzie 2002 roku w miejscu katastrofy odsłonięto pomnik, upamiętniający ofiary. Ma on formę dzwonnicy wykonanej z pnia drzewa. Pień z konarami okrywa kopuła z krzyżem, pod którą umieszczono dwadzieścia dzwonków – symbolizujących liczbę ofiar katastrofy.

## Ofiary katastrofy
1. Andrzej Dziołak (lat 39)
2. Danuta Dziołak (lat 39)
3. Monika Dziołak (lat 5)
4. Urszula Gołąb (lat 53)
5. ks. Jerzy Górski (lat 47)
6. Barbara Graczyk (lat 40)
7. Dariusz Jóźwik (lat 37)
8. Wanda Jóźwik (lat 60)
9. Weronika Kowalska (lat 46)
10. Mariusz Kucyk (lat 37)
11. Michał Kucyk (lat 14)
12. Lucyna Krzak (lat 34)
13. ks. Wiesław Maj (lat 42)
14. Andrzej Miąskiewicz (lat 48)
15. Dorota Miąskiewicz (lat 44)
16. Alfreda Powałka (lat 41)
17. Jan Prudaczuk (lat 55)
18. ks. Bronisław Skiba (lat 39)
19. Kazimierz Trochimiuk
20. nie ujawniono nazwiska 20. ofiary

- Źródło[6]